# Den levende virkelighed 1-3
|  | Denne artikel er oprettet af botten PalnaBot ud fra en ekstern database. Den kan derfor have sproglige fejl eller mangler. Denne skabelon kan fjernes efter kontrol af indholdet. |

Den levende virkelighed 1-3 er en film instrueret af Jørgen Roos.

## Handling
Del 1: Dokumentarfilmens udvikling fra de euforiske dage, hvor de levende billeder bevægede sig, til Poul Henningsen (PH) i 1935 lavede sin kontroversielle og personlige danmarksfilm. Jørgen Roos viser citater fra film af Elfelt, fra Politikens Historiske Film, fra en film om en Knud Rasmussen-ekspedition og fra Havet omkring Danmark« af Hermann Sørensen. Der bringes interviews med bl.a. PH og fotografen Poul Eibye. Del 2: Karl og Theodor Del 3: En ny kunstart på vej